# 광개토-III Batch-II
광개토-III Batch-II는 대한민국 해군의 세종대왕급 구축함에 이어 2번째로 도입하는 이지스 구축함 함급이다.

## 역사
2019년 10월 현대중공업은 방위사업청과 차세대 이지스함 건조 계약을 체결했다. 울산조선소에서 건조돼 2024년 11월 1번함이 해군에 인도될 예정이다.

### 예상 성능
- 탄도탄 대응 능력 추가 및 대공 레이더의 탐지거리, 탐지속도, 추적능력 2배 향상
- 대잠작전 능력 개선 : 음파탐지기의 탐지거리 3배 향상

### 한계

#### SM-3 도입 문제
2018년 10월 군당국은 "500km 요격고도까지 스펙이 되는 SM-3급 미사일을 필요하다"고 밝혔다. 사실상 SM-3 도입 결정을 천명한 것이라고 언론들이 보도했다. 그러나 F-22도 수출 금지했고 미쓰비시 F-2 공동개발 때도 일본에 F-16 소스 코드를 수출 금지시켰던 미국 의회가 미국, 일본만이 갖고 있는 최대 전략자산 SM-3를 허가해줄지 미지수다.

#### 탄도탄 대응 능력의 한계
대체제로 SM-6가 있다. 그러나 이건 탄도탄 대응 능력이 있지만 요격고도가 33km에 불과해서 국군의 요구 스펙이 한참 미달한다. 현재 한국이 보유한 RIM-174 스탠더드 ERAM도 마하5 이상의 극초음속 비행체도 요격 가능하기 때문에 탄도유도탄에도 무리없이 대응 가능하다. 그러나 이는 한국형 미사일 방어체계와 겹치는 역할이기 때문에 국군의 요구 스펙에 미달하는 이상 한계가 있어 반쪽짜리 이지스함이라고 불렸던 구형 이지스함의 악명을 떨쳐내기 어렵다.

#### 전력 열세
1만톤급 순양함에 상당하는 방공구축함 전력에서 대한민국 해군은 일본,중국에게 열세를 면치 못 한다. 광개토-III가 전력화될 2030년대엔 일본은 이지스 어쇼어 취소에 따라 2척 도입한 이지스함이 추가되고, 중국은 8척의 055형 구축함을 다 실전배치한다.
- 일본 - 아타고급 2척+마야급 2척+곤고급 4척+차기 이지스함 2척
- 중국 - 055형 구축함 8척
- 대한민국 - 세종대왕급 3척+광개토-III급 3척, 다만 2025년부터 배치될, 66기동함대 건설을 위한 만재 8천톤급 KDDX 차기 이지스 구축함 6척에 따라 전력 열세 문제가 너무 심각해지지 않아질 가능성이 크다.

## 같이 보기
- 세종대왕급 구축함
- 이지스 전투 시스템
- 055형 구축함
- 아타고급 구축함